# Широкий (люгер)
«Широкий» — люгер Черноморского флота Российской империи, участник русско-турецкой войны 1828—1829 годов и Греческой революции.

## Описание судна
Длина судна составляла от 19,8 метра, ширина — 6,6 метра, а осадка 2,6 метра. Экипаж судна состоял их сорока человек, а вооружение из десяти 8-фунтовых карронад и двух 3-фунтовых «единорогов».

## История службы
Люгер «Широкий» был заложен на Херсонской верфи 24 июля (5 августа) 1826 года и после спуска на воду 12 (24) июля 1827 года вошёл в состав Черноморского флота России. В 1827 году люгер перешёл в Севастополь. Строительство вёл корабельный мастер А. К. Каверзнев
Принимал участие в русско-турецкой войне 1828—1829 годов. 21 апреля (3 мая) 1828 года вышел из Севастополя по направлению к Анапе в составе эскадры вице-адмирала А. С. Грейга, однако в районе мыса Аюдаг 29 апреля (11 мая) был направлен с донесением назад в Севастополь. 13 (25) мая люгер вернулся к эскадре, которая уже находилась у Анапы. Дважды ходил в Керчь с курьерами на борту.
16 (28) июня принимал участие в перевозке в Керчь гарнизона капитулировавшей Анапы. 3 (15) июля покинул Анапу и ушел к Коварне, куда прибыл к 13 (25) июля. 22 июля (3 августа) люгер подошёл к Варне, где с 3 (15) по 16 (28) августа использовался для съемки берегов. 24 августа (5 сентября), подойдя к берегу, совместно со шхуной «Гонец» вёл огонь по подходившим к Варне турецким войскам. После капитуляции Варны 3 (15) октября 1828 года люгер ушёл в Одессу, куда доставил генерал-адъютанта Жомини, после чего перешёл в Севастополь.
5 (17) апреля 1829 года вновь вернулся в Одессу, а после ушёл к Сизополю и 11 (23) мая присоединился к флоту, находившемуся там. С 15 (27) по 20 мая (1 июня) в составе эскадры находился в крейсерских плаваниях у пролива Босфор. В период с июня по сентябрь того же года четыре раза доставлял в Одессу донесения, предназначавшиеся Николаю I, а с 21 июля (2 августа) по 23 июля (4 августа) ходил на разведку к Бургасу. 7 (19) октября эскадра ушла в Севастополь, а «Широкий» был оставлен в Сизополе и вернулся в Севастополь только к концу года.
В 1830 году ходил к побережью Кавказа в составе отряда. Весной следующего года был отправлен в Константинополь. 25 июля (6 августа) 1831 года доставил в расположение отряда контр-адмирала П. И. Рикорда, находившемуся в то время у острова Порос, депеши из Константинополя.
Принимал участие в действиях российского флота во время событий гражданской войны в Греции 1831—1832 годов. Совместно с бригом «Телемак» люгер пришёл в Монастырскую бухту, в которой находился захваченный восставшими против греческого президента Иоанна Каподистрии мятежниками под руководством адмирала Миуалиса 60-пушечный корвет «Специя». С целью блокировки выхода из бухты «Широкий» под командованием лейтенанта Н. Ф. Метлина стал левым бортом к форштевню корвета и сел килем на якорные канаты, при этом все его орудия были сосредоточены на левом борту. В 7:30 27 июля (8 августа) мятежный корвет и береговые батареи открыли огонь по русским судам. Бриг «Телемак» был лишен возможности вести огонь по «Специи» поскольку был риск повредить люгер. В связи с этим «Широкий» был оттянут на шпринге от корвета, и сам открыл огонь картечными залпами вдоль его палубы, нанося при этом серьезные повреждения кораблю и большой урон его команде, вынудив мятежников в панике покинуть судно. Однако недостаток людей в команде люгера не позволил захватить корвет и увести его русской эскадре. Во время боя экипаж люгера потерял 14 человек убитыми. После боя «Широкий» ушёл в Поросскую бухту, после чего выходил в крейсерское плавание к острову Порос. 10 (22) августа доставил корреспонденцию в Константинополь.
В течение 1832 года судно также находилось в Архипелаге, а с начала января следующего года в распоряжение русского посланника в Константинополе А. П. Бутенева. С 23 января (4 февраля) по 1 (13) февраля на люгере из Константинополя в Севастополь было доставлено письмо А. П. Бутенева с призывом прийти на помощь султану. Ежегодно с 1834 по 1838 год принимал участие в действиях флота у берегов Кавказа. В конце 1837 года был посажен на мель, за что командир люгера, лейтенант И. М. Микрюков, был отдан под суд.
Люгер «Широкий» был разобран в 1839 году.

## Командиры судна
Командирами люгера «Широкий» в разное время служили:
- Д. П. Кузьмин (1827—1829 годы);
- И. П. Барковский (1830 год);
- Н. Ф. Метлин (1831—1833 годы);
- Н. П. Бровцын (1834—1836 годы);
- И. М. Микрюков (1837 год);
- В. Е. Храповицкий (1838 год).

### Комментарии
1. ↑  По своей конструкции корвет был 18-пушечным кораблём, но мятежники доставили на него из захваченного ими арсенала и установили большое количество разнотипных орудий, в итоге по осмотру русскими моряками после боя на нём было насчитано 60 орудий.